# Зайново
Зайново (бел. Зайнава) — упразднённый хутор в Браславском районе Витебской области Беларуси.

## География
Урочище находится в западной части Витебской области, к югу от автодороги Н-2103, на расстоянии приблизительно 12 километров (по прямой) к юго-востоку от города Браслав, административного центра района.

## История
По состоянию на 1905 год, в имении Зайново проживало 26 человек (15 мужчин и 11 женщин). В административном отношении входил в состав Иодской волости Дисненского уезда Виленской губернии.
В 1921 году фольварк входил в состав гмины Йоды Дисенского повета Виленского воеводства Второй Польской республики. Числилось 50 жителей (23 мужчины и 27 женщин), проживавших в 7 домах. В этническом составе населения того периода поляки составляли 100 %. В конфессиональном составе населения преобладали католики (100 %).
Упразднён в 1971 году.